# 徐慶昭
徐慶昭（？年—？年），字來章，湖北蒲圻縣人，由乾隆四十四年己亥恩科舉人，嘉慶五年署順慶府通判。是一位政治人物，明清時曾在四川順慶府岳池縣（位於今四川東北部，武周萬歲通天二年分南充、相如二縣置，是一個千年古縣）擔任官吏。歷任仁壽縣大邑縣南部縣知縣、蓬州知州。